# لیندزی مکستد
لیندزی مکستد (به انگلیسی: Lindsay Maxsted) (زاده ۱۹۵۴) کارآفرین، بازرگان و مدیر ارشد اجرایی استرالیایی است، که در حال حاضر به‌عنوان رییس هیئت مدیره شرکت وستپک فعالیت می‌کند.